# Marek Tvrdoň
Marek Tvrdoň (ur. 31 stycznia 1993 w Nitrze) – słowacki hokeista.

## Kariera
Marek Tvrdoň karierę rozpoczął w 2007 roku w juniorach HK Nitra, dwa lata później, w 2009 roku dostał się do drużyny U-20, w której w sezonie 2009/2010 w 45 meczach ligowych zdobył 56 punktów (25 goli, 31 asyst), dzięki czemu, jeszcze w tym samym sezonie zadebiutował w seniorskiej drużynie występującej w Slovnaft Extraliga.
Następnie wyjechał za ocean grać w klubie ligi WHL − Vancouver Giants, w którym w przedwcześnie zakończonym dla niego sezonie 2010/2011 rozegrał zaledwie 12 meczów i zdobył 11 punktów (6 goli, 5 asyst) oraz spędził 14 minut na ławce kar, gdyż w połowie października 2010 roku doznał poważnej kontuzji barku i wymagana była operacja. Po sezonie działacze klubu ligi NHL – Detroit Red Wings wybrali go w czwartej rundzie draftu NHL z numerem 115. Menedzer generalny Vancouver Giants − Scott Bonner spekulował, że gdyby zawodnik rozegrał cały sezon przed draftem, byłby wybrany wyżej, być może w pierwszej lub drugiej rundzie. Opisywał go jako zawodnika z rozmiarem i umiejętnościami podczas gdy trener zespołu − Don Hay etykę pracy Tvrdoňa podał jako słaby punkt w sezonie 2010/2011. W sezonie 2011/2012 z 74 punktami (31 goli, 43 asysty) został najlepszym punktującym debiutantem ligi WHL.
3 lipca 2012 roku podpisał podstawowy trzyletni kontrakt z klubem ligi NHL – Detroit Red Wings, jednak z powodu słabej pozycji w klubie reprezentował barwy klubów lig WHL, AHL, ECHL: Vancouver Giants (2012–2013), Grand Rapids Griffins (2013), Toledo Walleye (2013), Kelowna Rockets (2013–2014), Grand Rapids Griffins (2014–2015), Toledo Walleye (2015), Grand Rapids Griffins (2015), Toledo Walleye (2015).
19 grudnia 2015 roku rozwiązał kontrakt z klubem i wrócił na Słowację, gdzie 22 grudnia 2015 roku podpisał kontrakt do końca sezonu 2015/2016 z występującym w rosyjskiej lidze KHL − Slovanem Bratysława, jednak w klubie rozegrał zaledwie 4 mecze ligowe oraz spędził w nich 2 minuty na ławce kar.
30 sierpnia 2016 roku wrócił do Ameryki Północnej podpisać kontrakt z klubem ligi ECHL – Indy Fuel, jednak 16 grudnia 2016 roku wrócił do swojego macierzystego klubu Tipsport Liga  – HK Nitra, w którym występował do końca sezonu 2016/2017.
Następnie Tvrdoň reprezentował barwy klubów lig EIHL, Tipsport Liga, VHL, Alps Hockey League: Edinburgh Capitals (2017), MsHK Žilina (2017–2018), Saryarka Karaganda (2018), drużyna rezerw EC KAC (2018), Nottingham Panthers (2018–2019).
18 stycznia 2019 roku został zawodnikiem klubu Polskiej Hokej Ligi – Cracovii, z którą podpisał kontrakt do końca sezonu 2018/2019, w którym zdobył z Pasami wicemistrzostwo Polski. 23 lipca 2019 roku został zawodnikiem klubu rosyjskiej ligi VHL – Dizel Penza, jednak z powodu słabej pozycji w klubie (7 meczów, 4 asysty) wrócił do Cracovii, w której w sezonie 2019/2020 rozegrał 35 meczów w fazie zasadniczej Polskiej Hokej Ligi, w których zdobył 25 punktów (9 goli, 16 asyst) oraz spędził 10 minut na ławce kar, a jego drużyna rozgrywki ligowe zakończyła po pierwszej rundzie fazy play-off po porażce w rywalizacji z GKS-em Jastrzębie-Zdrój 4:3 (5:4, 4:3, 2:3, 2:3 pd., 3:1, 1:3, 2:1) i Pasy ostatecznie rozgrywki ligowe zakończyła na 5. miejscu, a Tvrdoň w wyniku przedwcześnie zakończonych rozgrywek z powodu pandemii koronawirusa z 4 golami został królem strzelców fazy play-off.
23 lipca 2020 roku ponownie został zawodnikiem HK Nitra.

## Kariera reprezentacyjna
Marek Tvrdoň reprezentował barwy reprezentacji Słowacji U-18 na mistrzostwach świata U-18 2010 Elity na Białorusi, na których rozegrał 6 meczów i zdobył 4 punkty (3 gole, 1 asysta) oraz spędził 2 minuty na ławce kar, a jego drużyna turniej zakończyła na 8. miejscu oraz reprezentacji Słowacji U-20 na mistrzostwach świata U-20 2012 Elity w Kanadzie, na których rozegrał 6 meczów i zdobył 4 punkty (3 gole, 1 asysta) oraz spędził 14 minut na ławce kar, a jego drużyna turniej zakończyła na 6. miejscu.

## Statystyki

### Klubowe
| 2007-2008                                           | HK Nitra U-18                                       | Słowacja U-18                                       | 20  | 5  | 4  | 9   | 10  | −   | −  | − | −  | −  | −  |
| 2008-2009                                           | HK Nitra U-18                                       | Słowacja U-18                                       | 58  | 50 | 33 | 83  | 113 | −   | −  | − | −  | −  | −  |
| 2008-2009                                           | HK Nitra U-20                                       | Słowacja U-20                                       | 1   | 0  | 0  | 0   | 0   | −   | −  | − | −  | −  | −  |
| 2009-2010                                           | HK Nitra U-20                                       | Słowacja U-20                                       | 45  | 25 | 31 | 56  | 90  | −   | −  | − | −  | −  | −  |
| 2009-2010                                           | HC Nitra                                            | Slovnaft Extraliga                                  | 6   | 0  | 0  | 0   | 2   | −1  | 1  | 0 | 0  | 0  | 0  |
| 2010-2011                                           | Vancouver Giants                                    | WHL                                                 | 12  | 6  | 5  | 11  | 14  | +3  | −  | − | −  | −  | −  |
| 2011-2012                                           | Vancouver Giants                                    | WHL                                                 | 60  | 31 | 43 | 74  | 62  | +1  | 6  | 3 | 3  | 6  | 0  |
| 2012-2013                                           | Vancouver Giants                                    | WHL                                                 | 18  | 8  | 14 | 22  | 16  | +2  | −  | − | −  | −  | −  |
| 2013-2014                                           | Grand Rapids Griffins                               | AHL                                                 | 1   | 0  | 0  | 0   | 0   | 0   | −  | − | −  | −  | −  |
| 2013-2014                                           | Toledo Walleye                                      | ECHL                                                | 22  | 9  | 4  | 13  | 6   | −8  | −  | − | −  | −  | −  |
| 2013-2014                                           | Kelowna Rockets                                     | WHL                                                 | 29  | 11 | 16 | 27  | 24  | +8  | 14 | 5 | 8  | 13 | 14 |
| 2014-2015                                           | Grand Rapids Griffins                               | AHL                                                 | 51  | 10 | 19 | 29  | 16  | +17 | 13 | 2 | 4  | 6  | 2  |
| 2014-2015                                           | Toledo Walleye                                      | ECHL                                                | 24  | 6  | 18 | 24  | 14  | +7  | −  | − | −  | −  | −  |
| 2015-2016                                           | Grand Rapids Griffins                               | AHL                                                 | 1   | 0  | 0  | 0   | 0   | 0   | −  | − | −  | −  | −  |
| 2015-2016                                           | Toledo Walleye                                      | ECHL                                                | 23  | 8  | 13 | 21  | 16  | −3  | −  | − | −  | −  | −  |
| 2015-2016                                           | Slovan Bratysława                                   | KHL                                                 | 4   | 0  | 0  | 0   | 2   | −2  | −  | − | −  | −  | −  |
| 2016-2017                                           | Indy Fuel                                           | ECHL                                                | 21  | 7  | 5  | 12  | 10  | −13 | −  | − | −  | −  | −  |
| 2016-2017                                           | HK Nitra                                            | Tipsport Liga                                       | 24  | 6  | 12 | 18  | 42  | +6  | 13 | 5 | 4  | 9  | 14 |
| 2017-2018                                           | Edinburgh Capitals                                  | EIHL                                                | 15  | 8  | 7  | 15  | 14  | −   | −  | − | −  | −  | −  |
| 2017-2018                                           | MsHK Žilina                                         | Tipsport Liga                                       | 31  | 9  | 13 | 22  | 44  | −6  | 6  | 0 | 0  | 0  | 2  |
| 2018-2019                                           | Saryarka Karaganda                                  | VHL                                                 | 4   | 1  | 0  | 1   | 0   | +2  | −  | − | −  | −  | −  |
| 2018-2019                                           | EC KAC II                                           | AlpsHL                                              | 6   | 3  | 4  | 7   | 10  | 0   | −  | − | −  | −  | −  |
| 2018-2019                                           | Nottingham Panthers                                 | EIHL                                                | 14  | 4  | 6  | 10  | 8   | +4  | −  | − | −  | −  | −  |
| 2018-2019                                           | Cracovia                                            | PHL                                                 | 3   | 1  | 1  | 2   | 4   | 0   | 15 | 3 | 7  | 10 | 12 |
| 2019-2020                                           | Dizel Penza                                         | VHL                                                 | 7   | 0  | 4  | 4   | 0   | +1  | −  | − | −  | −  | −  |
| 2019-2020                                           | Cracovia                                            | PHL                                                 | 35  | 9  | 16 | 25  | 10  | −   | 7  | 4 | 2  | 6  | 6  |
| 2020-2021                                           | HK Nitra                                            | Tipsport Liga                                       | −   | −  | −  | −   | −   | −   | −  | − | −  | −  | −  |
| Razem w Słowacja U-18 (2 sezony)                    | Razem w Słowacja U-18 (2 sezony)                    | Razem w Słowacja U-18 (2 sezony)                    | 78  | 55 | 37 | 92  | 123 | −   | −  | − | −  | −  | −  |
| Razem w Słowacja U-20 (2 sezony)                    | Razem w Słowacja U-20 (2 sezony)                    | Razem w Słowacja U-20 (2 sezony)                    | 46  | 25 | 31 | 56  | 90  | −   | −  | − | −  | −  | −  |
| Razem w Slovnaft Extraliga/Tipsport Liga (4 sezony) | Razem w Slovnaft Extraliga/Tipsport Liga (4 sezony) | Razem w Slovnaft Extraliga/Tipsport Liga (4 sezony) | 61  | 15 | 25 | 40  | 88  | -1  | 20 | 5 | 4  | 9  | 16 |
| Razem w WHL (4 sezony)                              | Razem w WHL (4 sezony)                              | Razem w WHL (4 sezony)                              | 119 | 56 | 78 | 134 | 116 | +14 | 20 | 8 | 11 | 19 | 14 |
| Razem w AHL (3 sezony)                              | Razem w AHL (3 sezony)                              | Razem w AHL (3 sezony)                              | 53  | 10 | 19 | 29  | 16  | +17 | 13 | 2 | 4  | 6  | 2  |
| Razem w ECHL (4 sezony)                             | Razem w ECHL (4 sezony)                             | Razem w ECHL (4 sezony)                             | 90  | 30 | 40 | 70  | 46  | -17 | −  | − | −  | −  | −  |
| Razem w KHL (1 sezon)                               | Razem w KHL (1 sezon)                               | Razem w KHL (1 sezon)                               | 4   | 0  | 0  | 0   | 2   | -2  | −  | − | −  | −  | −  |
| Razem w EIHL (2 sezony)                             | Razem w EIHL (2 sezony)                             | Razem w EIHL (2 sezony)                             | 29  | 13 | 25 | 22  | 4   | 0   | −  | − | −  | −  | −  |
| Razem w VHL (2 sezony)                              | Razem w VHL (2 sezony)                              | Razem w VHL (2 sezony)                              | 11  | 1  | 4  | 5   | 0   | +3  | −  | − | −  | −  | −  |
| Razem w AlpsHL (1 sezon)                            | Razem w AlpsHL (1 sezon)                            | Razem w AlpsHL (1 sezon)                            | 6   | 3  | 4  | 7   | 10  | 0   | −  | − | −  | −  | −  |
| Razem w PHL (2 sezony)                              | Razem w PHL (2 sezony)                              | Razem w PHL (2 sezony)                              | 38  | 10 | 17 | 27  | 14  | 0   | 22 | 7 | 9  | 16 | 18 |

### Reprezentacyjne
| Rok                | Drużyna            | Turniej            | Miejsce            |    | M | G | A | Pkt | Kary |
| ------------------ | ------------------ | ------------------ | ------------------ | -- | - | - | - | --- | ---- |
| 2010               | Słowacja U-20      | MŚU-18             | 8                  | 6  | 3 | 1 | 4 | 4   |      |
| 2012               | Słowacja U-20      | MŚJ                | 6                  | 6  | 3 | 1 | 4 | 14  |      |
| Ogółem jako junior | Ogółem jako junior | Ogółem jako junior | Ogółem jako junior | 12 | 6 | 2 | 8 | 18  |      |

## Sukcesy
Klubowe
- Wicemistrzostwo Polski: 2019 z Cracovią

Indywidualne
- Najskuteczniejszy debiutant ligi WHL: 2012 (74 punkty)
- Król strzelców fazy play-off Polskiej Hokej Ligi: 2020 (4 gole=)